# Viking Malt

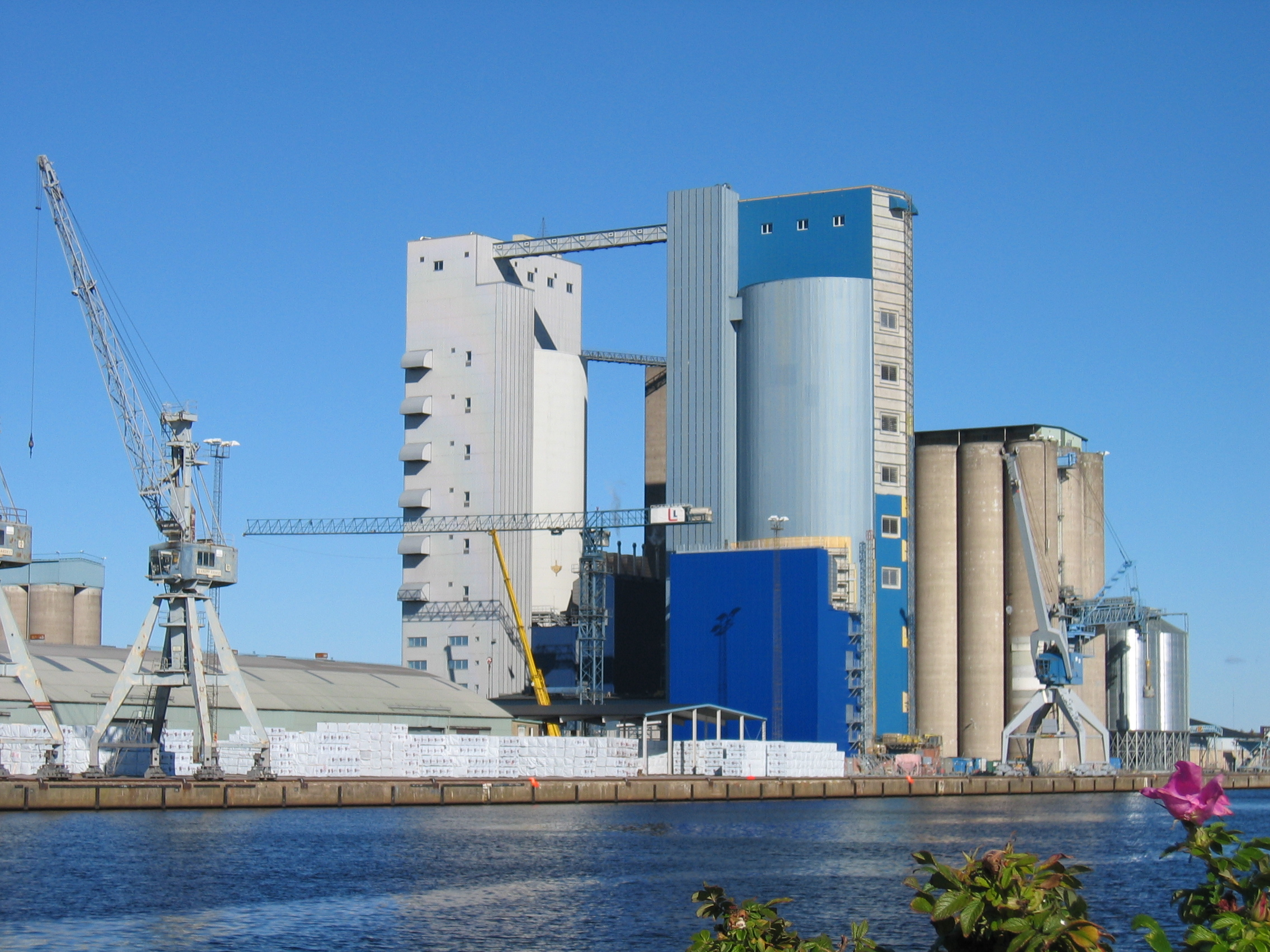
Viking Malts mälteri, tidigare Lantmännens foderfabrik, i Halmstads hamn, 2009

Viking Malt är ett svensk-finskt mälteriföretag som levererar malt och service till bryggeri- och destilleriindustrin.
Viking Malt bildades 2002 genom sammanslagning av finska Lahden Polttimo, svenska Svenska Malt och litauiska Litmalt. Företaget har produktion i Lahtis och Reso i Finland, Panevezys i Litauen och Halmstad i Sverige. Ägare är finska Polttimo och svenska Lantmännen.
Årsproduktionen ligger på 340 000 ton malt, varav 48% säljs inom Norden och återstående del i resten av världen.